# Dahntay Jones
Dahntay Lavall Jones (* 27. Dezember 1980 in Trenton, New Jersey) ist ein ehemaliger US-amerikanischer Basketballspieler, der als Small Forward und Shooting Guard eingesetzt wurde. Den Großteil seiner Karriere verbrachte er in der National Basketball Association (NBA).

## Karriere
Im NBA-Draft 2003 wurde Jones von den Boston Celtics ausgewählt und direkt nach Memphis zu den Grizzlies transferiert, wo er bis 2007 spielte. 2007/08 war er etwa zwei Monate lang für die Sacramento Kings aktiv. Es folgte ein weiteres kurzes Intermezzo bei den Fort Wayne Mad Ants. Ab August 2008 spielte Jones für ein Jahr für die Denver Nuggets. Nachdem er zu Beginn der Saison 2012/2013 zu den Dallas Mavericks wechselte, wurde er noch im Laufe der Saison im Tausch gegen Anthony Morrow weiter zu den Atlanta Hawks transferiert. Am 27. September 2013 wechselte Jones zu den Chicago Bulls. Bereits am 8. Oktober 2013 wurde bekannt gegeben, dass die Chicago Bulls auf Jones verzichten. Im September 2014 unterschrieb Jones einen Vertrag mit den Utah Jazz, wurde jedoch noch vor Beginn der regulären Saison entlassen. So zog es ihn vorläufig in D-League, bevor er Anfang Januar 2015 einen 10-Tages-Vertrag bei den Los Angeles Clippers unterschrieb, der später bis zum Ende der Saison verlängert wurde. Im Sommer 2015 unterschrieb er bei den Brooklyn Nets, zu einer Festanstellung über die Pre-Saison hinaus kam es allerdings nicht. 2015/16 spielte Jones zunächst in der D-League, bevor er im April 2016 von den Cleveland Cavaliers unter Vertrag genommen wurde. Mit diesen gewann er die NBA-Meisterschaft.